# 萊吉薩莫港
萊吉薩莫港是哥倫比亞的城鎮，位於該國南部，由普圖馬約省負責管轄，始建於1922年1月19日，面積10,617平方公里，海拔高度177米，2005年人口9,938，人口密度每平方公里0.94人。

## 外部連結
- （西班牙文） Informacion Ambiental de la Amazonia colombiana

0°11′38″S 74°46′50″W / 0.19389°S 74.78056°W